# Mixology
Mixology – amerykański, serial telewizyjny sitcom wyprodukowany przez  American Broadcasting Company oraz Ryan Seacrest Productions 10 maja 2013 roku, ABC zamówiła serial na sezon telewizyjny 2013/14. Pomysłodawcami serialu są: Adam Sher, Jon Lucas.
19 listopada 2013 roku, ABC potwierdziła datę premiery serialu, którą zaplanowano na  26 lutego 2014 roku.  

9 maja 2014 roku, stacja ABC ogłosiła anulowanie serialu Mixology.

## Fabuła
Fabuła serialu toczy się w jednym z barów na Manhattanie, które pokazuje nocne życie paru singli szukających prawdziwej miłości.

## Obsada
- Adam Campbell jako Ron[4]
- Adan Canto jako Dominic
- Blake Lee jako Tom, księgowy[5]
- Andrew Santino jako Bruce[5]
- Craig Frank jako  Cal[4]
- Alexis Carra jako Jessica, samotna matka[6]
- Frankie Shaw jako Fabienne[7]
- Ginger Gonzaga jako Maya, prawniczka
- Kate Simses jako  Liv[5],
- Sarah Bolger jako Janey
- Vanessa Lengies jako Kacey osobista trenerka[4]

Początkowe rolę May miała zagrać Mercedes Masohn, ale zrezygnowała jeszcze przed rozpoczęciem zdjęć.

## Role drugoplanowe
Davis Clayton Rogers jako Jimy, narzeczony Liv

## Odcinki
| Sezon | Sezon | Odcinki | Oryginalna emisja | Oryginalna emisja | Oryginalna emisja | Oryginalna emisja | Oryginalna emisja |
| Sezon | Sezon | Odcinki | Premiera sezonu   | Finał sezonu      | Premiera sezonu   | Finał sezonu      |                   |
| ----- | ----- | ------- | ----------------- | ----------------- | ----------------- | ----------------- | ----------------- |
|       | 1     | 13      | 26 lutego 2014    | 21 maja 2014      | brak danych       | brak danych       |                   |

### Sezon 1 (2014)
| LP | #  | Tytuł                   | Reżyseria             | Scenariusz                   | Premiera ABC     | Premiera |
| -- | -- | ----------------------- | --------------------- | ---------------------------- | ---------------- | -------- |
| 1  | 1  | Tom & Maya              | Larry Charles         | Jon Lucas Scott Moore        | 26 lutego 2014   |          |
| 2  | 2  | Liv & Ron               | Michael McDonald      | Jon Lucas Scott Moore        | 5 marca 2014     |          |
| 3  | 3  | Bruce & Jessica         | Adam Davidson         | Ira Ungerleider              | 12 marca 2014    |          |
| 4  | 4  | Cal & Kacey             | Richie Keen           | Patti Carr Lara Olsen        | 19 marca 2014    |          |
| 5  | 5  | Fab & Jessica & Dominic | John Enbom            | John Fortenberry             | 26 marca 2014    |          |
| 6  | 6  | Tom & Maya Part II      | Richie Keen           | Vali Chandrasekaran          | 2 kwietnia 2014  |          |
| 7  | 7  | Bruce & Fab             | Michael McDonald      | Gloria Calderon Kellett      | 9 kwietnia 2014  |          |
| 8  | 8  | Jessica & Ron           | Eyal Gordin           | Aeysha Carr                  | 16 kwietnia 2014 |          |
| 9  | 9  | Dominic & Kacey         | Scott Ellis           | Jared Miller                 | 23 kwietnia 2014 |          |
| 10 | 10 | Liv & Jim               | Alex Hardcastle       | John Blickstead Trey Kollmer | 30 kwietnia 2014 |          |
| 11 | 11 | Bruce & Maya            | Jeffrey Walker        | Dave Horwitz Maria Pinson    | 7 maja 2014      |          |
| 12 | 12 | Last Call               | Elliot Hegarty        | Matt Donnelly                | 14 maja 2014     |          |
| 13 | 13 | losing Time             | Jon Lucas Scott Moore | Jon Lucas Scott Moore        | 21 maja 2014     |          |